# Emangioma cavernoso
L'emangioma cavernoso, o semplicemente cavernoma, in campo medico, è una forma di angioma (lesione vascolare a carattere benigno) localizzata a livello cerebrale.

## Epidemiologia
Solitamente compare fin dalla nascita ma quando la persona cresce le manifestazioni tendono ad annullarsi. L'incidenza è dello 0,5%, può comparire anche nei primi decenni di vita.

## Morfologia
La forma caratteristica delle cisti, di colore rosso porpora è dovuta al loro riempimento di sangue.

## Sintomatologia
I sintomi e segni clinici riscontrati sono cefalea, emorragia, ma più spesso l'emangioma non comporta alcun sintomo specifico. 
A seconda dell'area del cervello colpita può portare crisi epilettiche.

## Esami
Per una corretta diagnosi della lesione occorre effettuare una risonanza magnetica all'individuo.

## Terapia
La terapia consiste nella somministrazione di steroidi iniettati localmente, efficaci per la riduzione della massa.
Inoltre per i casi più gravi è previsto l'utilizzo dell'intervento chirurgico. Negli ultimi anni è utilizzata la tecnica non invasiva Gamma Knife per curare gli angiomi.